# Louise Currey
Louise McPaul, née le 24 janvier 1969 en Nouvelle-Galles du Sud et mariée Currey, est une ancienne athlète australienne.
Débutant comme heptathlète, elle se spécialisa dans le lancer du javelot. Elle remporta deux fois le titre dans cette discipline aux jeux du Commonwealth et l'argent aux Jeux olympiques d'Atlanta. Quatre ans plus tard, aux Jeux olympiques de Sydney, elle ne passa pas le cap des qualifications.

## Palmarès

### Jeux olympiques d'été
- Jeux olympiques d'été de 1996 à Atlanta ( États-Unis)
  -  Médaille d'argent au lancer du javelot
- Jeux olympiques d'été de 2000 à Sydney ( Australie)
  - éliminée en qualifications au lancer du javelot

### Jeux du Commonwealth
- Jeux du Commonwealth de 1994 à Victoria ( Canada)
  -  Médaille d'or au lancer du javelot
- Jeux du Commonwealth de 1998 à Kuala Lumpur ( Malaisie)
  -  Médaille d'or au lancer du javelot